# Duat

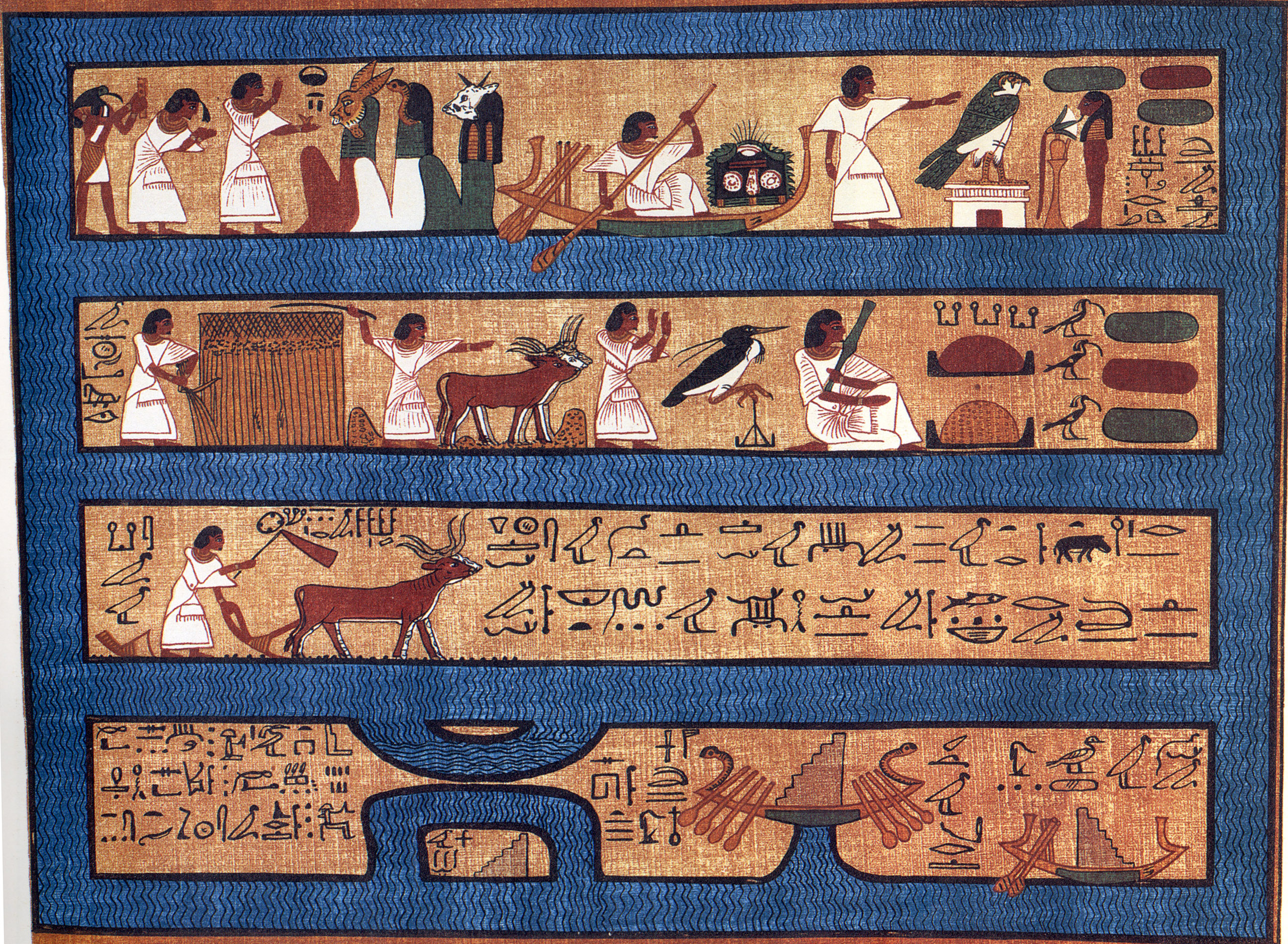
Reprezentare grafică a Duatului, lumea subterană (sau lumea cealaltă / de dincolo) la vechii egipteni. Apare în Cartea Morților de E. A. Wallis Budge, ediția ce include Papirusul lui Ani, publicată de James Wasserman. Autorul imaginii este un egiptean antic necunoscut, 1300 î.Hr.

În mitologia egipteană, Duat (sau Tuat) (uneori numită și Akert, Amenthes sau Neter-khertet) este lumea de dincolo (lumea subterană).
Aceasta era regiunea prin care zeul soarelui Ra călătorea de la vest la est în timpul nopții și unde se lupta cu demonul Apophis. De asemenea, era locul în care sufletele oamenilor se duceau după moarte la judecată. Structura Duatului și pericolele cu care se confruntă acolo sufletele celor morți sunt detaliate în texte, cum ar fi Cartea Porților sau în Cartea Morților. Duatul se afla sub pământ, unde Osiris este stăpânul morților. Vechii egipteni credeau că soarele trece prin Duat, ducând lumină și revitalizând pe cei decedați, inclusiv pe Osiris și cu care ei urmau să apară dimineața.

## Zeități
Zeii și zeitățile din Duat sunt:
- Osiris
- Isis
- Nephthys
- Anubis
- fiii lui Horus
- Ammit
- Hathor
- Amunet
- Neith